# Thad Shideler
Thaddeus Rutter Shideler, detto Thad (Marion, 17 ottobre 1883 – Collbran, 22 giugno 1966), è stato un ostacolista statunitense, specializzato nei 110 metri ostacoli.
Prese parte ai Giochi olimpici di Saint Louis 1904, portando a casa la medaglia d'argento nella sua specialità.

## Palmarès
| Anno | Manifestazione  | Sede        | Evento   | Risultato | Prestazione | Note |
| ---- | --------------- | ----------- | -------- | --------- | ----------- | ---- |
| 1904 | Giochi olimpici | Saint Louis | 100 m hs | Argento   | 16"3        |      |